# Perenniporia malvena
Perenniporia malvena är en svampart som först beskrevs av Lloyd, och fick sitt nu gällande namn av Leif Ryvarden 1989. Perenniporia malvena ingår i släktet Perenniporia och familjen Polyporaceae.   Inga underarter finns listade i Catalogue of Life.